# Fribourg (kanton)
Fribourg (německy Freiburg, italsky Friburgo, rétorománsky Friburg) je kanton na západě Švýcarska, pojmenovaný po svém hlavním městě, Fribourgu.  Jeho oficiální název je État de Fribourg / Staat Fribourg. Úředním jazykem je vedle převažující francouzštiny také němčina, patří tedy jak k francouzsky mluvícímu Švýcarsku (Romandii), tak k německy mluvícímu Švýcarsku. Přibližně dvě třetiny obyvatel hovoří francouzsky a necelá třetina německy, čímž se Fribourg spolu s kantony Bern, Valais a Graubünden řadí mezi oficiálně vícejazyčné kantony. Hlavním městem je Fribourg (německy Freiburg či Freiburg im Üechtland, pro odlišení od německého města Freiburg im Breisgau).

## Historie

Fribourg na počátku 19. století

Na březích Neuchâtelského a Murtenského jezera byly objeveny významné stopy pravěkého osídlení.
Stejně jako ostatní území západního Švýcarska, patřil i dnešní kanton Fribourg postupně k římské (od roku 58 př. n. l.), burgundské (450 až 532), franské (532 až 888), burgundské (888 až 1032) a nakonec ke Svaté říši římské. V roce 1157 položil burgundský vévoda Berchtold IV. ze Zähringenu základy města Fribourg (v tzv. zemi Ogo) na řece Sáně na německo-římské jazykové hranici, kterému udělil práva Fribourgu v Breisgau založeného Berchtoldem III.
Město rychle vzkvétalo, ale protože se stejně jako sesterské město Bern nenacházelo na císařské, ale na alodiální půdě Zähringů, připadlo po jejich vymření (1218) jako dědictví hrabatům z Kyburgu. Obě města byla spojena věčným spojenectvím již v roce 1243, ale když Fribourg přešel v roce 1277 koupí do rukou Rudolfa Habsburského, odcizila se. Fribourg se opakovaně spojil s burgundskou šlechtou proti Bernu a byl jím poražen v roce 1298 v bitvě u Dornbühlu a v roce 1339 v bitvě u Laupenu. Vazby mezi městem, které bylo obklopeno bernským a savojským územím, a Rakouskem se však stále více rozvolňovaly a poté, co bylo ve staré curyšské válce (1448) vydáno napospas útokům Bernu a Savojska, se město v roce 1452 vzdalo savojským vévodům.

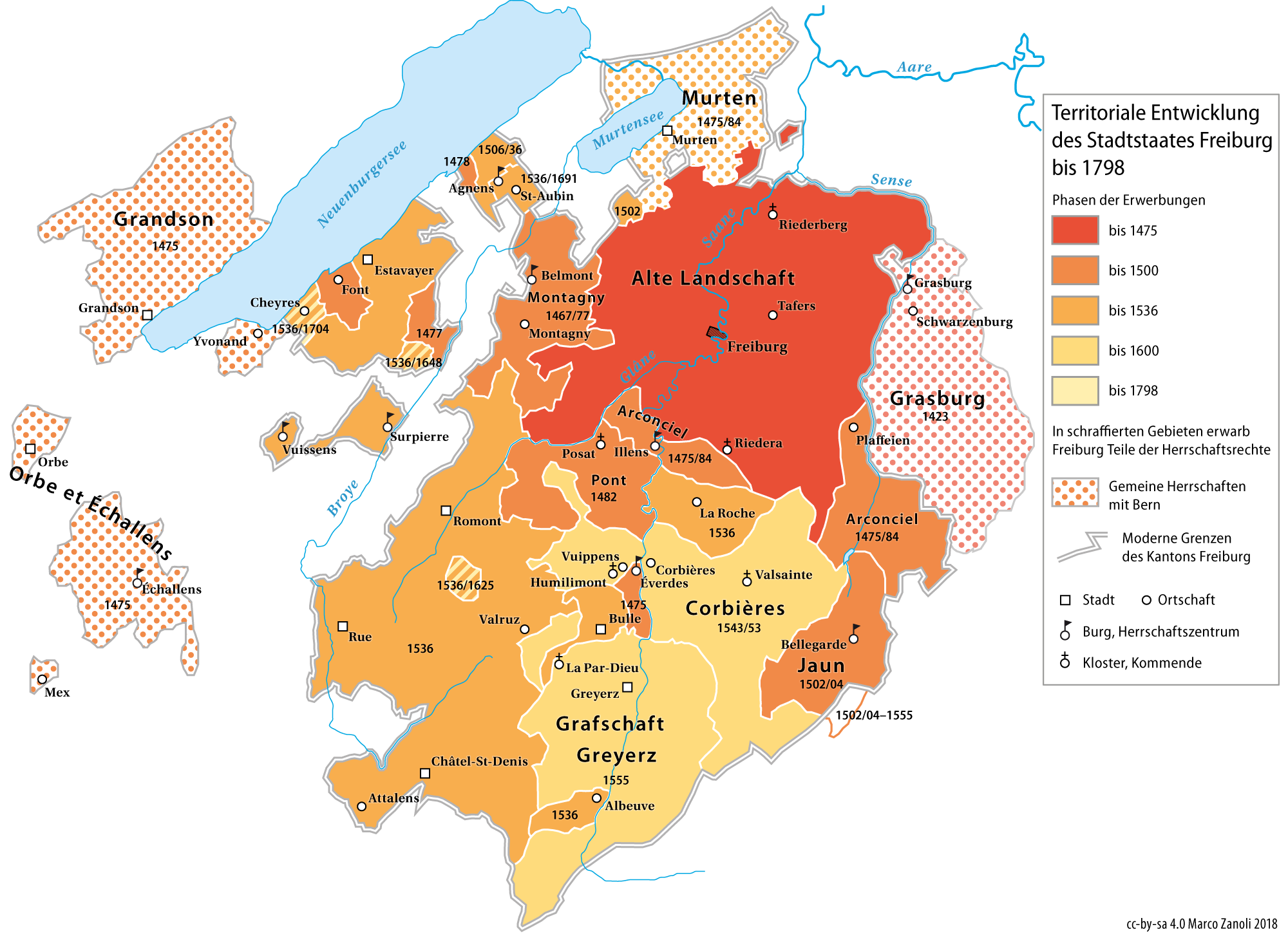
Vývoj území dnešního kantonu Fribourg do roku 1798

Jako spojenec Bernu se Fribourg účastnil burgundských válek a v roce 1477 se zbavil savojské nadvlády, načež byl 22. prosince 1481 přijat jako člen Staré konfederace. Věčný mír mezi Františkem I. a konfederáty byl uzavřen ve Fribourgu v roce 1516. Město bylo nepřátelsky naladěno vůči reformaci, ale to mu nebránilo v tom, aby se v roce 1536 ve spojenectví s Bernem zmocnilo části Vaudu. V roce 1555 získalo většinu hrabství Gruyères díky bankrotu hraběte. Kromě toho se s Bernem dělilo o panství Schwarzenburg, Murten, Orbe, Grandson a Echallens.
Po reformaci ve Vaudu se ve Fribourgu usídlil biskup z Lausanne. V roce 1580 byli ve městě přivítáni jezuité, kteří se díky Petru Canisiovi stali centrem evropské protireformace. Fribourg byl také členem Boromejského a Španělského spojenectví (1586–1587).

### Vývoj území
Území města Fribourg se začalo utvářet ve 14. století za vlády Habsburků, kdy se mu podařilo získat Laubegg, Mannenberg, Nidau, Büren a Inselgau, jakož i práva v údolí Simmental. V důsledku habsburských válek proti konfederaci však Bern o tyto akvizice přišel curyšským mírem z 1. dubna 1389. V 15. století začala druhá, úspěšnější fáze územní politiky. V roce 1423 získal Fribourg spolu s Bernem od Savojska panství Grasburg a v roce 1442 od hrabat z Thiersteinu další území. Po osvobození od habsburské nadvlády se Fribourg zúčastnil burgundských válek po boku Bernu a v roce 1475 získal Illens a panství Arconciel a Éverdes. Murten, Grandson, Orbe a Echallens se staly společnými panstvími s Bernem. Savojsko prodalo v roce 1478 panství Montagny (Montenach) a vyňalo Fribourg ze své sféry vlivu, takže město bylo od roku 1478 považováno za císařskou immedii a v roce 1481 se mohlo připojit ke konfederaci. V následujících desetiletích došlo k dalším akvizicím: Panství Pont v roce 1483, části panství Estavayer v roce 1488, Jaun v roce 1502/04, Font u Neuchâtelského jezera v roce 1520 a Corserey v roce 1526. Spolu s Bernem se Fribourg v roce 1536 vydal do války se Savojskem proti Vaudu a podařilo se mu získat Estavayer, Romont, Vuissens, Surpierre, Châtel-St-Denis a Rue od Savojska a Albeuve, Bulle a La Roche od knížecího biskupství v Lausanne. Poslední významné územní rozšíření do roku 1798 bylo důsledkem rozpadu hrabství Gruyères. Nejprve v roce 1543 hrabě z Gruyères prodal panství Corbières s Vuippens a Vuadens a v roce 1555 připadla severní část vlastního hrabství Gruyères po bankrotu posledního hraběte Fribourgu. Opakované pokusy o rozdělení společného panství mezi Bern a Fribourg ztroskotaly až do roku 1798 na odporu Bernu.

### Helvétská republika a 19. století
Během francouzské invaze do Švýcarska v roce 1798 se Fribourg vzdal bez odporu, aniž by byl schopen ochránit své zbrojnice a státní pokladnu před vyrabováním. Zákonem o zprostředkování z roku 1803 byl povýšen na jeden ze šesti direktoriálních kantonů a získal zastupitelskou demokratickou ústavu. V lednu 1814, po vpádu spojenců, však Velká rada, složená z většiny patricijů, obnovila starou aristokracii s tím, že kromě 108 patricijů mělo být ve Velké radě 36 zástupců občanů, kteří nebyli patriciji, a venkova.
Zpočátku však byla nová vláda nakloněna intelektuálnímu pokroku a podporovala františkánského kněze Jeana Baptista Girarda, známého jako Père Grégoire, v jeho úsilí o zlepšení vzdělávacího systému v kantonu. Jen v roce 1818 jmenovala Velká rada jezuity 62 hlasy proti 49. V roce 1823 se jezuitům podařilo uzavřít Girardovy školy a z Fribourgu se stala metropole ultramontanismu založením velké koleje, která v té době měla 700 žáků ze všech evropských zemí.
Kanton Fribourg se v roce 1846 připojil k separatistické lize katolických kantonů (Sonderbund). Následujícího roku se jeho vojska vzdala spolkové armádě.

### Moderní historie

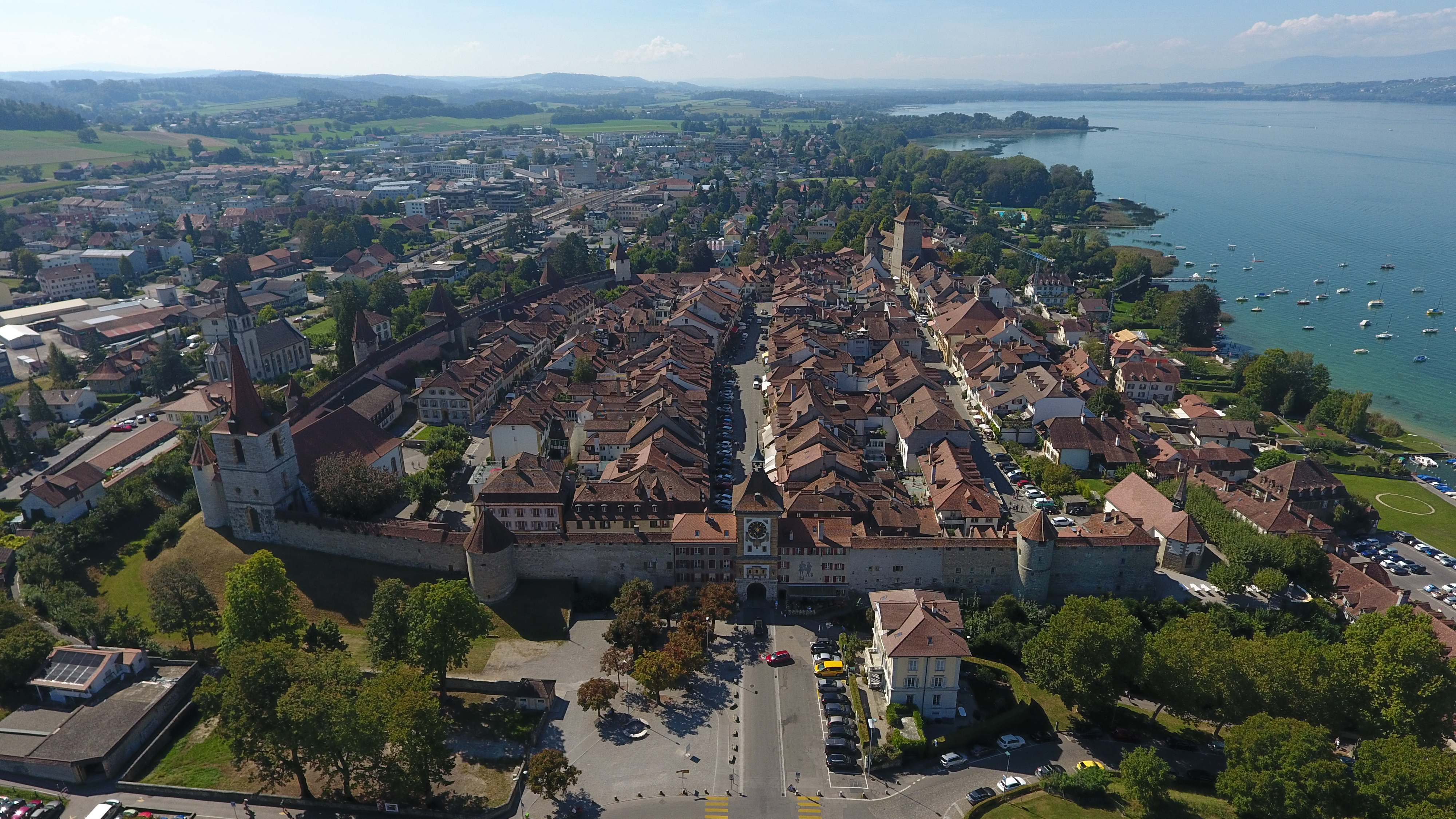
Murten

Současného rozsahu kanton dosáhl v roce 1803, kdy byl získán Murten (Morat). V roce 1889 byla založena univerzita ve Fribourgu, která poskytla intelektuální zázemí švýcarským katolíkům.
Roky 1881 až 1921 jsou považovány za období „křesťanské republiky“ v kantonu Fribourg. Na rozdíl od všech ostatních švýcarských kantonů zůstal Fribourg čistě zastupitelskou demokracií bez lidových práv. Ty byly postupně zaváděny až v letech 1917–1921. Stejně tak bylo zavedeno poměrné zastoupení, i když v tomto ohledu se nijak výrazně nelišilo od ostatních částí země. V roce 1934 vytvořila konzervativní parlamentní většina zákon o zakládání společností, který však liberální a sociálnědemokratická opozice předložila Spolkovému soudnímu dvoru, který zákon odmítl jako porušení spolkové ústavy. Kanton spolu s několika dalšími kantony přijal v tehdejším referendu také frontovou iniciativu.
V roce 1924 byl kolegiátní kostel svatého Mikuláše ve Fribourgu povýšen na katedrálu a diecéze lausannského biskupa, který ve Fribourgu sídlil od roku 1613, byla přejmenována na diecézi Lausanne-Ženeva-Fribourg.

## Symboly kantonu
Znak kantonu Fribourg zobrazuje štít rozdělený černou a stříbrnou barvou. Tento znak pochází z praporu města Fribourg, které bylo v roce 1477 vyňato z područí Savojska. V té době byly savojské kříže na městských branách nahrazeny vyobrazením dvojitého štítu rozděleného černou a bílou barvou, nad nímž byl umístěn císařský znak. Vlajka je poprvé vyobrazena v roce 1410. V 17. století byl vytvořen druhý znak, který se používal souběžně. Na něm byly modře vyvedeny tři sousední cínové věže svažující se doleva, korunované černým orlem. Tento znak vznikl z městské pečeti Fribourgu a byl spojen se starým znakem do čtyřdílného štítu.
Když byl v roce 1803 vytvořen moderní kanton Fribourg, došlo k oddělení městského a kantonálního znaku. Od té doby kanton používá starý znak rozdělený na černý a stříbrný, zatímco město používá modrý znak s cínovými věžemi. Kantonální barvy byly původně bílá a černá. Od roku 1500 se začala používat černá a modrá barva. Teprve v roce 1831 byly kantonální barvy opět změněny na bílou a černou.

## Geografie

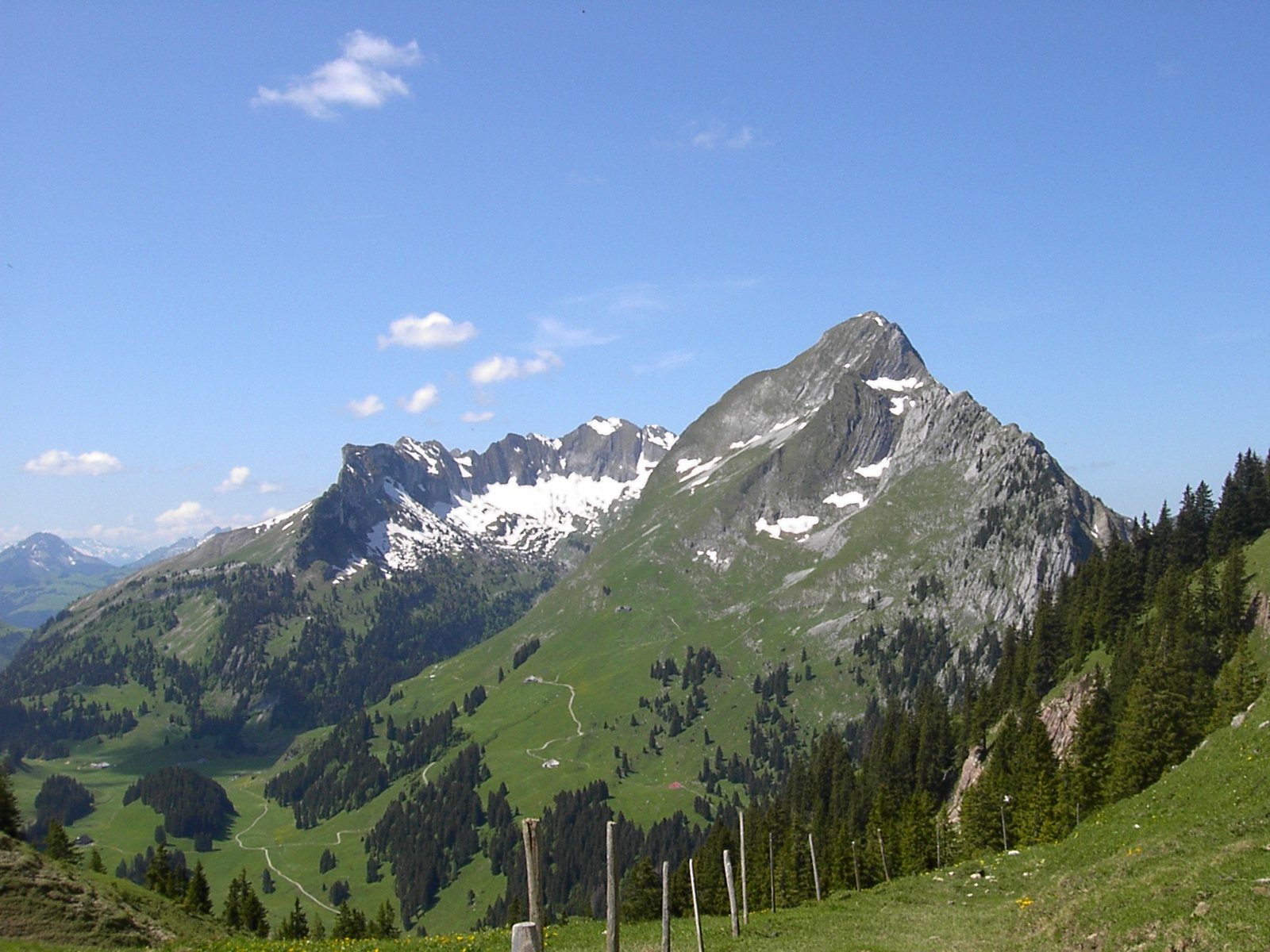
Freiburské Alpy

Kanton Fribourg je osmým největším kantonem Švýcarska, má rozlohu přes 1670 km². Topograficky lze Fribourg rozdělit na dvě větší oblasti: severní a západní část patří do Švýcarské plošiny, jihovýchodní část do Švýcarských Alp (Freiburské Alpy).
Nejvyšší vrchol Vanil Noir měří 2389 metrů. Nachází se na jihu kantonu v okrese Gruyère na hranici s kantonem Vaud. Nejnižší bod leží v nadmořské výšce 430 m n. m. u Neuchâtelského jezera (Lac de Neuchâtel).
Fribourg na západě a jihu sousedí s kantonem Vaud, na východě a severu s kantonem Bern a na severozápadě sousedí Fribourg přes Neuchâtelské jezero s kantonem Neuchâtel.
Řeka Sána (německy: Saane, francouzsky: Sarine) protéká kantonem z jihu na západ a později se vlévá do řeky Aary. Sána spolu se svými přítoky odvodňuje velkou část kantonu. Řeka Broye, která protéká západní částí kantonu, se vlévá do Murtenského jezera (francouzsky Lac de Morat, německy Murtensee).
V kantonu se nachází několik desítek přírodních rezervací a chráněných oblastí.

## Obyvatelstvo
K 31. prosinci 2021 žilo v kantonu Fribourg 329 809 obyvatel. Hustota zalidnění 197 obyvatel na km² je mírně pod švýcarským průměrem (212 obyvatel na km²). Podíl cizinců (registrovaných obyvatel bez švýcarského občanství) činil k 31. prosinci 2019 22,8 %, zatímco na celostátní úrovni bylo registrováno 25,3 % cizinců. 30. června 2021 činila míra nezaměstnanosti 2,8 %, tedy stejně jako na spolkové úrovni.
| Vývoj počtu obyvatel | Vývoj počtu obyvatel | Vývoj počtu obyvatel | Vývoj počtu obyvatel | Vývoj počtu obyvatel | Vývoj počtu obyvatel | Vývoj počtu obyvatel | Vývoj počtu obyvatel | Vývoj počtu obyvatel | Vývoj počtu obyvatel | Vývoj počtu obyvatel | Vývoj počtu obyvatel | Vývoj počtu obyvatel | Vývoj počtu obyvatel | Vývoj počtu obyvatel | Vývoj počtu obyvatel | Vývoj počtu obyvatel | Vývoj počtu obyvatel | Vývoj počtu obyvatel | Vývoj počtu obyvatel |
| -------------------- | -------------------- | -------------------- | -------------------- | -------------------- | -------------------- | -------------------- | -------------------- | -------------------- | -------------------- | -------------------- | -------------------- | -------------------- | -------------------- | -------------------- | -------------------- | -------------------- | -------------------- | -------------------- | -------------------- |
| Rok                  | 1850                 | 1860                 | 1870                 | 1880                 | 1888                 | 1900                 | 1910                 | 1920                 | 1930                 | 1941                 | 1950                 | 1960                 | 1970                 | 1980                 | 1990                 | 2000                 | 2010                 | 2020                 |                      |
| Počet obyvatel       | 99 891               | 105 523              | 110 409              | 114 994              | 119 155              | 127 951              | 139 654              | 143 055              | 143 230              | 152 053              | 158 695              | 159 194              | 180 309              | 185 246              | 207 751              | 236 339              | 277 824              | 325 496              |                      |

### Jazyky
Kanton Fribourg je oficiálně dvojjazyčný, úředními jazyky jsou francouzština a němčina. Dle statistiky z roku 2019 hovoří většina obyvatel primárně francouzsky (69,0 %), menší část pak německy (26,1 %), zejména na severovýchodě kantonu. Třetím nejrozšířenějším jazykem je angličtina (3,9 %), následovaná italštinou (2,4 %).

### Náboženství
Fribourg je římskokatolický kanton, i když je obklopen většinově protestantskými kantony Vaud a Bern. Pouze na severozápadě kantonu, v oblasti okolo jezer, je většina obyvatel tradičně protestantská, protože tato oblast byla až do roku 1798 společným panstvím Bernu a Fribourgu. V současné době je asi 70 % obyvatel kantonu římskokatolického vyznání a 15 % protestantského. Katolíci patří ke katolické církevní korporaci kantonu Fribourg (francouzsky Corporation ecclésiastique catholique du canton de Fribourg) a nábožensky k diecézi lausannsko-ženevsko-fribourské. Reformovaní jsou sdruženi v Evangelické reformované církvi kantonu Fribourg. 3 procenta se hlásí k jinému křesťanskému vyznání, zbytek má jiné náboženství, je bez vyznání nebo při sčítání neuvedl žádné údaje.

## Politika
V roce 2004 byla přijata nová kantonální ústava, která nahradila základní zákon z roku 1856, jenž byl od té doby čtyřicetkrát revidován.

### Přímá demokracie
Částečná nebo úplná revize kantonální ústavy, jakož i nařízení Velké rady, která mají za následek nové čisté výdaje přesahující 1 % celkových výdajů posledního státního účtu schváleného Velkou radou, podléhají povinnému referendu.
6 000 občanů oprávněných volit a být voleni může prostřednictvím lidové iniciativy navrhnout částečnou nebo úplnou revizi kantonální ústavy, jakož i přijetí, změnu nebo zrušení zákona. Lidové iniciativy musí být po projednání ve Velké radě předloženy k lidovému hlasování.
6 000 občanů oprávněných volit a být voleni může požádat, aby byla lidovému hlasování (nepovinnému referendu) podrobena následující usnesení Velké rady: zaprvé zákon přijatý Velkou radou; za druhé nařízení Velké rady, které má za následek nové čisté výdaje přesahující ¼ celkových výdajů posledního státního účtu schváleného Velkou radou; a za třetí nařízení Velké rady týkající se studijních půjček regionálního nebo kantonálního významu.
300 voličů může předložit Velké radě návrh (lidový návrh), který musí Velká rada považovat za návrh jednoho ze svých členů.

### Legislativa

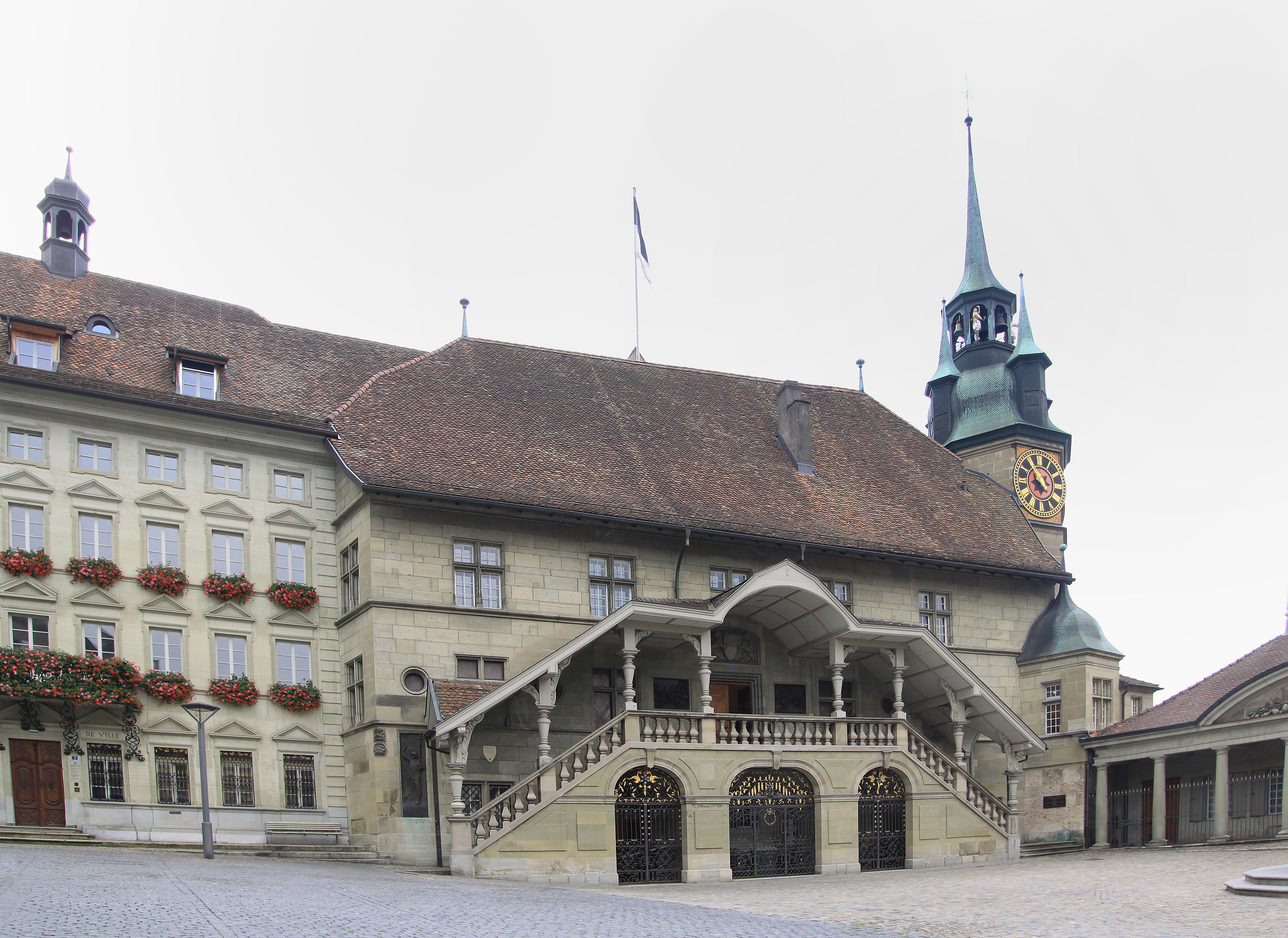
Velká rada zasedá v sále na radnici ve Fribourgu

Kantonální parlament se nazývá Velká rada (francouzsky Grand Conseil, německy Grosser Rat). Od vstupu nové ústavy v platnost má 110 křesel a její volební období trvá pět let. Volby se konají na základě poměrného zastoupení.

### Vláda
Kantonální vládou je Státní rada (francouzsky Conseil d’État, německy Staatsrat), skládající se ze sedmi členů. Ty volí občané každých pět let většinou hlasů.

### Soudnictví
První soudní instancí jsou jednak civilní soudy, jednak trestní soudy, hospodářský trestní soud a trestní komora pro mladistvé. Druhou soudní instancí je kantonální soud.
Jako rozhodčí orgán v občanskoprávních věcech předcházejí smírčí soudy první instanci.
Správní soudnictví vykonává kantonální soud, pokud není zákonem stanoven jiný příslušný orgán.
Správní a disciplinární dohled nad soudnictvím vykonává soudní rada. V tomto orgánu zasedá po jednom zástupci Státní rady, Velké rady, soudů prvního a druhého stupně, advokátní komory, univerzity a státního zastupitelství a dvě další osoby.

### Správní členění

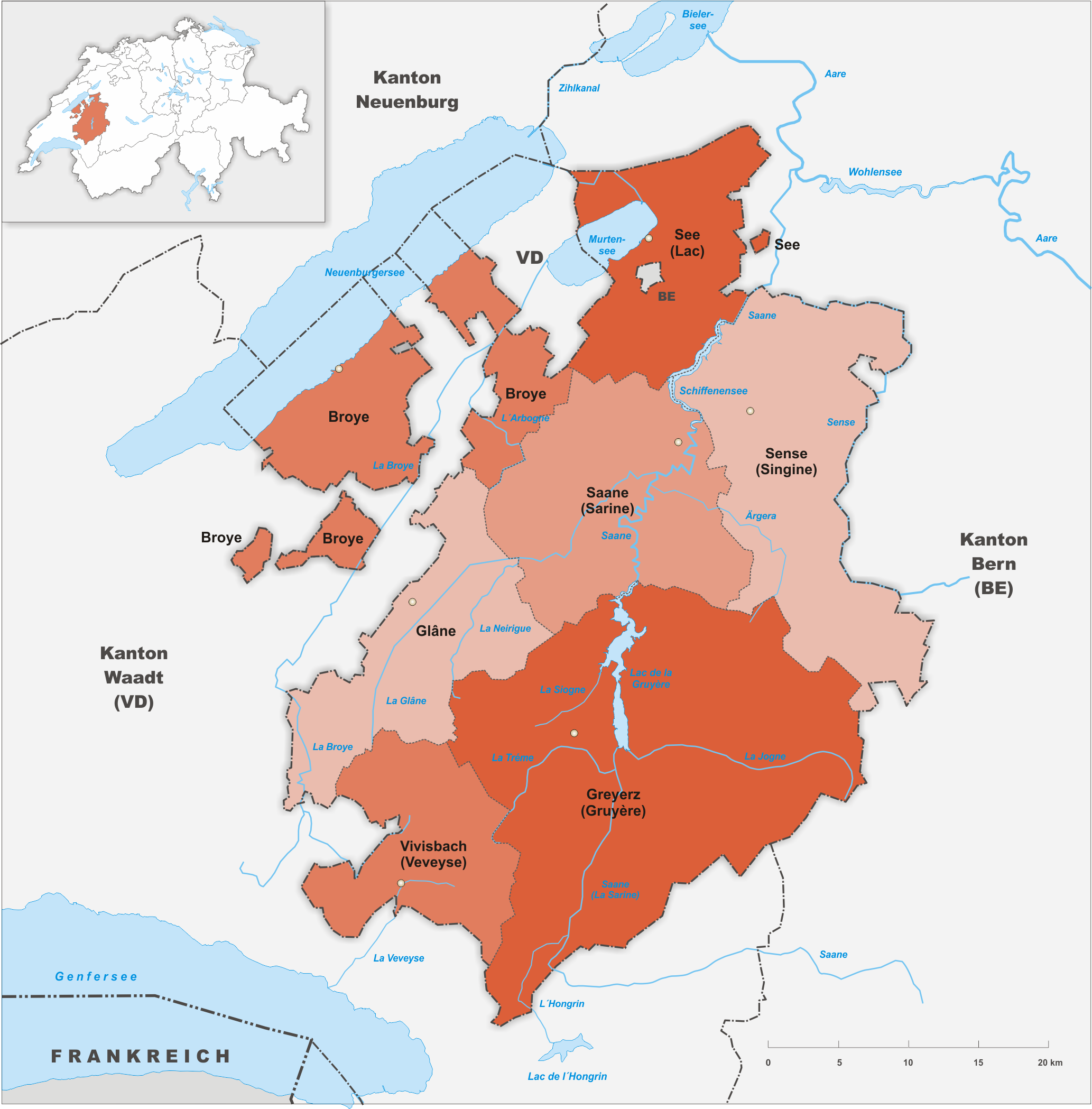
Mapa okresů kantonu Fribourg

Kanton Fribourg se dělí na sedm okresů. Základní údaje okresů shrnuje následující tabulka (údaje platné k 31. 12. 2020):
| Okres      | Počet obyvatel | Rozloha (km²) | Hlavní město       | Počet obcí | Úřední jazyk           |
| ---------- | -------------- | ------------- | ------------------ | ---------- | ---------------------- |
| Broye      | 33 901         | 172,59        | Estavayer          | 19         | francouzština          |
| Glâne      | 24 957         | 168,67        | Romont             | 19         | francouzština          |
| Gruyère    | 57 619         | 489,94        | Bulle              | 25         | francouzština          |
| Sarine     | 107 158        | 217,75        | Fribourg           | 30         | francouzština, němčina |
| See        | 37 746         | 145,83        | Murten             | 15         | němčina, francouzština |
| Sense      | 44 594         | 265,26        | Tafers             | 17         | němčina                |
| Veveyse    | 19 572         | 134,30        | Châtel-Saint-Denis | 9          | francouzština          |
| Celkem (7) | 325 547        | 1672,42       | Fribourg           | 134        | francouzština, němčina |

#### Obce
Kanton zahrnuje celkem 121 politických obcí (stav k 1. lednu 2025).
Níže jsou uvedeny nejlidnatější politické obce s více než 5 000 obyvateli k 31. prosinci 2020:

Estavayer-le-Lac

| Obec                    | Počet obyvatel |
| ----------------------- | -------------- |
| Fribourg (hlavní město) | 38 039         |
| Bulle                   | 24 412         |
| Villars-sur-Glâne       | 12 219         |
| Estavayer               | 9988           |
| Murten                  | 9358           |
| Düdingen                | 8300           |
| Marly                   | 8222           |
| Tafers                  | 7643           |
| Gibloux                 | 7622           |
| Châtel-Saint-Denis      | 7449           |
| Belmont-Broye           | 5635           |
| Wünnewil-Flamatt        | 5559           |
| Courtepin               | 5503           |
| Romont                  | 5417           |
| Kerzers                 | 5037           |

## Hospodářství

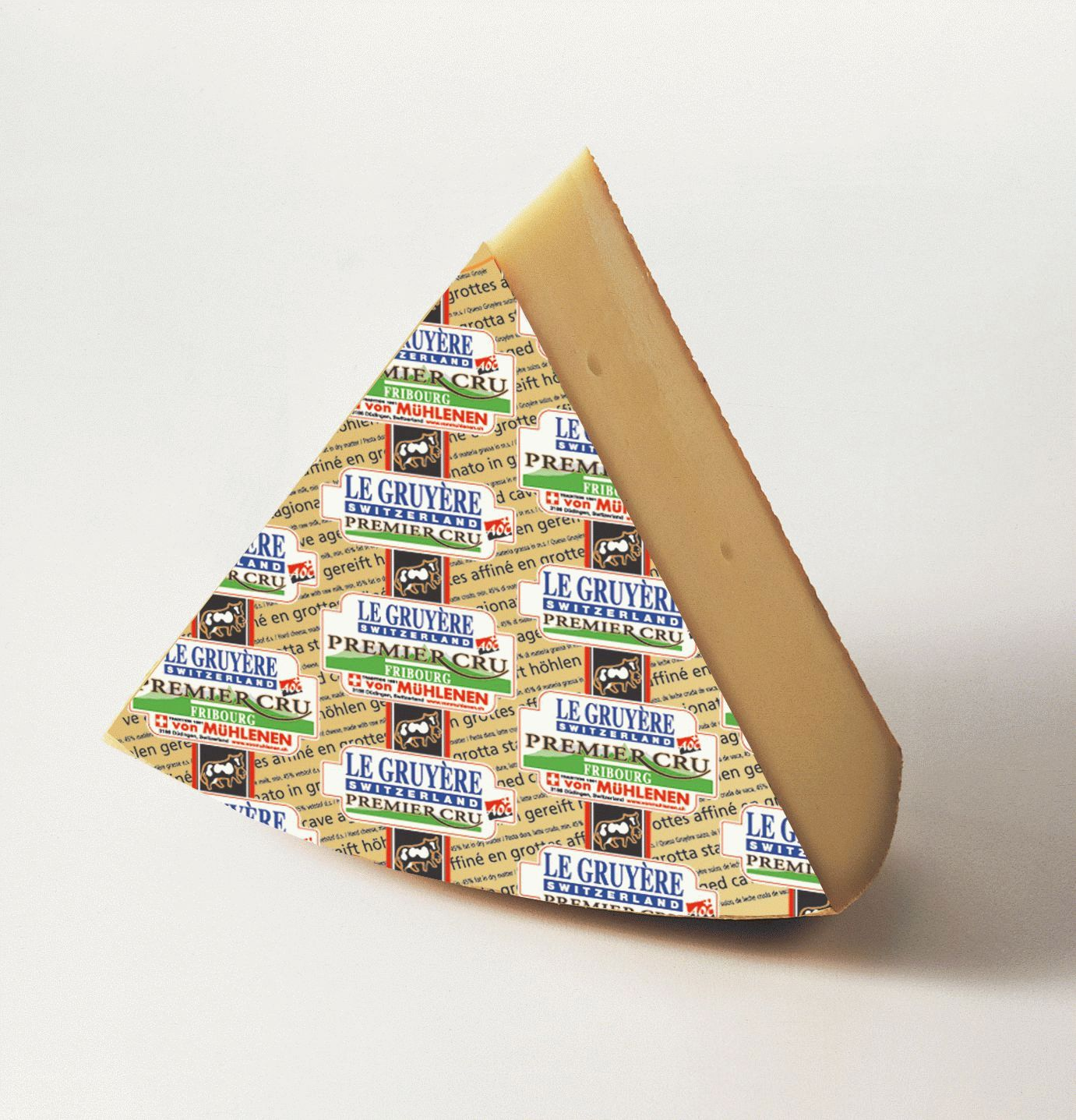
Sýr Gruyère

V kantonu Fribourg je důležité zemědělství. Hlavními zemědělskými činnostmi jsou chov skotu a mlékárenství. Region je významným producentem sýrů, zejména okres Gruyère, kde se vyrábí stejnojmenný sýr. V městečku Broc, kde sídlí mezinárodní výzkumné středisko čokolády, je také dobře rozvinutý čokoládový průmysl. Mezi další zemědělské produkty patří tabák, ovoce a obiloviny. Zemědělství převažuje na severu kantonu, kde leží nejúrodnější půda. V roce 2020 obhospodařovalo 8,7 % zemědělské půdy kantonu ekologicky 229 zemědělských podniků. Nízký podíl takto obhospodařované půdy se srovnání s jinými kantony je dán zejména soustředěním se převážně na chov hospodářských zvířat.
V okolí hlavního města Fribourgu je soustředěn lehký průmysl. Dalšími středisky lehkého průmyslu jsou Bulle, Villars-sur-Glâne, Düdingen, Murten a Estavayer-le-Lac. V těchto pěti centrech je také velký počet zavedených malých a středních podniků, z nichž mnohé působí v oblasti služeb. V okrese La Gruyère (Greyerz) je důležité také lesnictví.
Elektrárny v okrese Sarine exportují elektrickou energii i do jiných kantonů. Důležitý je také turismus, zejména v horách a okolo jezer na severu kantonu. Horské oblasti lákají turisty po celý rok, jezerní oblasti jsou hojně navštěvovány turisty v létě a na podzim.
V roce 2018 činil v kantonu Fribourg hrubý domácí produkt (HDP) na obyvatele 61 237 švýcarských franků. Ze všech 26 kantonů byl tak čtvrtý nejnižší (nižší měly pouze kantony Appenzell Ausserrhoden, Valais a Uri).

## Doprava

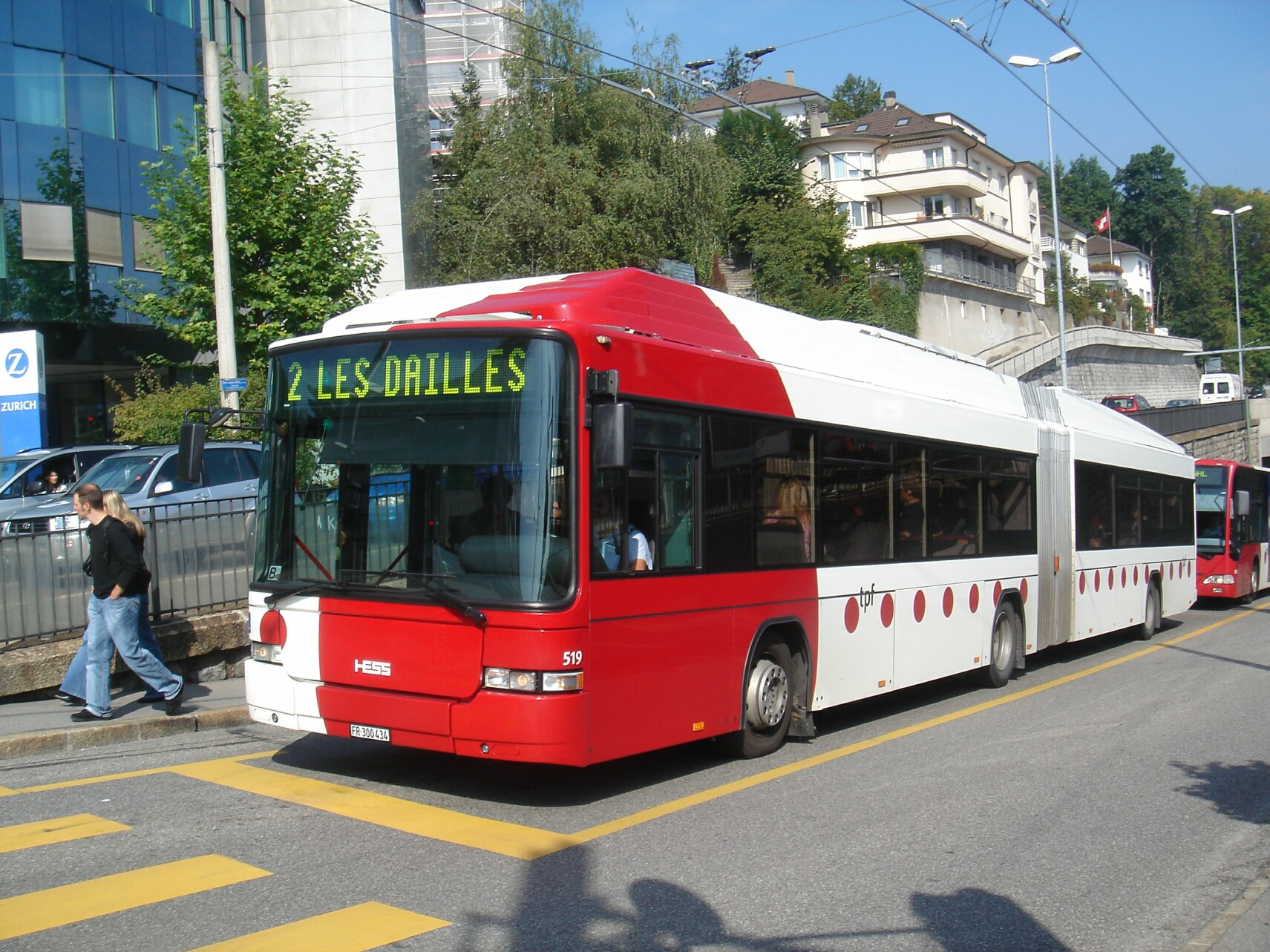
Trolejbus TPF ve Fribourgu

Kanton Fribourg má dobré silniční spojení s ostatními oblastmi Švýcarska díky dálnicím A1 a A12, které jej protínají přibližně v ose jihozápad-severovýchod.
Hlavní železniční spojnice vedou také v podobném směru a železniční trať mezi Ženevou a Lausanne na jihozápadě až po Bern a Curych spojuje Fribourg s dalšími centry země. Spojení v rámci kantonu zajišťuje převážně dopravní sdružení Transports Publics Fribourgeois (TPF), přičemž hlavní města okresů spojují četné autobusové linky a vlaky. 
V hlavním městě Fribourgu jsou v provozu také trolejbusy.
V roce 2021 činila míra automobilizace (počet osobních automobilů na 1000 obyvatel) 596.